# La Altagracia

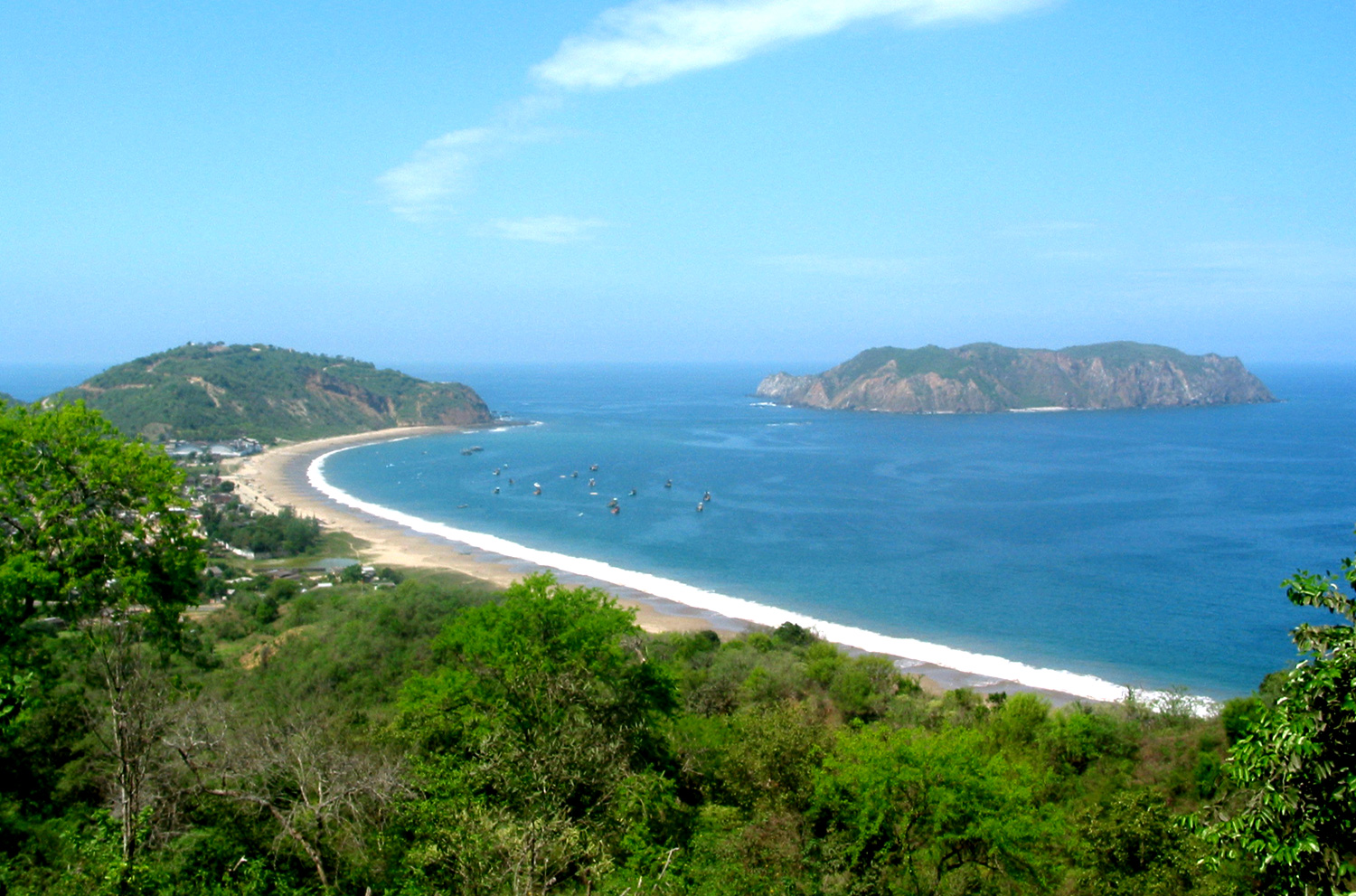
Cotubanamá-Nationalpark

La Altagracia ist die östlichste Provinz der Dominikanischen Republik. Bis 1968 gehörte sie zur Provinz La Romana. In La Altagracia befinden sich die Tourismusregion Punta Cana und der Nationalpark Cotubanamá-Nationalpark.

## Wichtige Städte und Ortschaften
- Higüey, Provinzhauptstadt
- Las Lagunas de Nisibon
- La Otra Banda
- San Rafael del Yuma
- Boca del Yuma
- Punta Cana, Tourismusort und Flughafen der Provinz / Hauptflughafen des Landes (de facto)

## Bevölkerung
Zwischen 2002 und 2022 wuchs die Einwohnerzahl von 182.020 auf 446.060 an, womit La Altagracia die Provinz mit dem schnellsten Bevölkerungswachstum war.

## Wirtschaft
Die Wirtschaft der Provinz wird durch den Tourismus dominiert, mit zahlreichen Hotels.